# 林石草
林石草（学名：Waldsteinia ternata）是蔷薇科林石草属的植物。分布于东南亚和北美以及中国大陆的吉林省等地，生长于海拔700米至1,000米的地区，多生于林中湿地，目前尚未由人工引种栽培。